# ルーマニアン・ウルブズ
ルーマニアン・ウルブズ(Romanian Wolves)は、ルーマニア・ブカレストに本拠地を置くラグビーユニオンクラブである。ラグビー・ヨーロッパ・スーパーカップに所属。かつての名称はブカレスト・オークス、ブカレスト・ウルブズ。

## 歴史
2004年、ブカレスト・オークスとして創設。
2022-23シーズン、ラグビー・ヨーロッパ・スーパーカップに参加。

## 歴代所属選手
- ダヌトゥ・ディムヴァラザ(ルーマニア代表)
- ビオレル・ルカチ(ルーマニア代表)
- アレクサンドル・タルス(ルーマニア代表)
- ヨハネス・ファンヒアデン(ルーマニア代表)
- ダニエル・カルポ(ルーマニア代表)
- オタル・トゥラシビリ(ルーマニア代表)
- パウリカ・イオン(ルーマニア代表)
- フロリン・ブライク(ルーマニア代表)
- レムナル・マドリン(ルーマニア代表)
- フロリン・イオニタ(ルーマニア代表)
- サビン・ストラティラ(ルーマニア代表)
- イオヌトゥ・ボテザトゥ(ルーマニア代表)
- パウラ・キニキニラウ(ルーマニア代表)
- バレンティン・ポパルラン(ルーマニア代表)
- ステリアン・ブルセア(ルーマニア代表)
- ホラツィウ・プンジェア(ルーマニア代表)
- アンドレイ・ウルサケ(ルーマニア代表)
- アンドレイ・ラドイ(ルーマニア代表)
- エーゲン・カパタナ(ルーマニア代表)
- カタリン・フェルク(ルーマニア代表)
- バシル・バラン(ルーマニア代表)
- ミハイ・ラザール(ルーマニア代表)
- アレクサンドル・サヴィン(ルーマニア代表)
- ダミアン・ストラティラ(ルーマニア代表)
- ミハイ・ムレサン(ルーマニア代表)
- チューダー・ブリトナウ(ルーマニア代表)